# Цзинчуань
Цзинчуа́нь (кит. упр. 泾川, пиньинь Jīngchuān) — уезд городского округа Пинлян провинции Ганьсу (КНР). Уезд назван по реке Цзиншуй.

## История
При империи Хань в 114 году до н. э. был создан округ Аньдин (安定郡), состоящий из 21 уезда; территория современного уезда Цзинчуань входила в состав уездов Линьцзин (临泾县), Аньдин (安定县), Юаньдэ (爰得县) и Иньпань (阴盘县). В 129 году, из-за того, что в результате боевых действий количество населения сильно уменьшилось, уезды были укрупнены, и их осталось всего 8.
После основания в 618 году империи Тан округ Аньдин был преобразован в область Цзинчжоу (泾州), в состав которой вошёл и уезд Аньдин. В 742 году область Цзинчжоу вновь стала округом Аньдин. В 756 году из-за практики табу на имена, чтобы избежать употребления иероглифа «ань», являвшегося фамилией Ань Лушаня, округ Аньдин был переименован в округ Баодин (保定郡), а уезд Аньдин — в уезд Баодин (保定县). В 758 году округ Баодин вновь стал областью Цзинчжоу.
При империи Сун в 1001 году из уезда Баодин был выделен уезд Чанъу (长武县), но в следующем году он был расформирован. В 1108 году уезд Чанъу был создан вновь.
После того, как эти земли были захвачены чжурчжэнями и вошли в состав империи Цзинь, уезд Баодин был в 1167 году переименован в Цзинчуань. В 1123 году власти области переехали из Цзинчуаня в Чанъу, но вскоре вернулись в Цзинчуань.
После монгольского завоевания в 1271 году к уезду Цзинчуань был присоединён уезд Линтай. В 1274 году уезд Чанъу был присоединён к уезду Цзинчуань, а уезд Линтай воссоздан. В 1290 году область Цзинчжоу стала «непосредственно управляемой» (то есть стала подчиняться напрямую властям провинции, минуя промежуточное звено в виде управы).
При империи Мин в 1370 году область была понижена в статусе и подчинена Пинлянской управе (平凉府); уезд Цзинчуань был расформирован, а его земли были подчинены напрямую областным властям.
При империи Цин область Цзинчжоу в 1777 году вновь стала «непосредственно управляемой».
После Синьхайской революции в Китае была проведена реформа административного деления, и области были упразднены; в 1913 году на землях, ранее напрямую подчинённых властям области Цзинчжоу, был создан уезд Цзинсянь (泾县). В 1914 году уезд Цзинсянь был переименован в Цзинчуань.
В 1949 году был создан Подрайон Пинлян (平凉分区), и уезд вошёл в его состав. В апреле 1951 года Подрайон Пинлян был переименован в Район Пинлян (平凉区). В 1955 году Район Пинлян был переименован в Специальный район Пинлян (平凉专区). В декабре 1958 года уезд Линтай был присоединён к уезду Цзинчуань; уезд Хуатин был расформирован, а его земли — разделены между уездами Пинлян и Цзинчуань.
В декабре 1961 году уезды Хуатин и Линтай были созданы вновь. В октябре 1969 года Специальный район Пинлян был переименован в Округ Пинлян (平凉地区).
2 июня 2002 года постановлением Госсовета КНР округ Пинлян был преобразован в городской округ Пинлян.

## Административное деление
Уезд делится на 9 посёлков и 5 волостей.